# Cricotopus obscurus
Cricotopus obscurus är en insektsart som beskrevs av Freeman 1953. Cricotopus obscurus ingår i släktet Cricotopus, och familjen fjädermyggor.
Artens utbredningsområde är Zimbabwe. Inga underarter finns listade i Catalogue of Life.